# Beetle Adventure Racing
Beetle Adventure Racing!, lançado oficialmente no Brasil como As Aventuras do Fusca!, é um jogo de corrida de carros lançado para o videogame Nintendo 64. Todos os carros são veículos da Volkswagen, mais especificamente New Beetles, que foram lançados no ano anterior. Já na Austrália ele foi lançado com o nome de HSV Adventure Racing usando a marca e os veículos da hoje extinta Holden Special Vehicles, uma divisão de performance da Holden.

## Desenvolvimento
No final dos anos 1990, a EA Canada fez parceria com a Paradigm para trabalhar em uma entrada na série Need for Speed para o Nintendo 64. Need for Speed 64 foi descrito na edição 46 da revista Next Generation como tendo pistas e veículos exclusivos, suporte ao Rumble Pak e a mecânica de jogo de marca registrada da série. O jogo foi cancelado depois que a Electronic Arts assinou um contrato com a Volkswagen para fazer um jogo em torno do New Beetle, além dos designers que buscavam algo mais para diferenciá-lo de outros pilotos, alterando assim o projeto para "Beetle Adventure Racing!".
O trabalho de design de Beetle Adventure Racing! foi realizada pela EA Canada, incluindo a criação de pistas 3D e modelos de veículos, enquanto a codificação foi realizada pela Paradigm Entertainment. Os desenvolvedores disseram que escolheram o New Beetle como o veículo do jogo para dar personalidade aos carros.

## Jogabilidade
A jogabilidade é semelhante à da série Need for Speed da própria Electronic Arts.
Beetle Adventure Racing suporta até quatro jogadores. As corridas de dois jogadores podem ser realizadas em qualquer uma das pistas, desde que tenham sido desbloqueadas no campeonato para um jogador. Dois a quatro jogadores também podem participar do modo "Beetle Battle", um modo de combate veicular no qual os jogadores competem para coletar seis joaninhas de cores diferentes (pendentes HSV em HSV Adventure Racing ), tentar destruir os outros competidores e correr para o saia assim que todas as joaninhas forem coletadas.
O single player tem dois modos, Single Race e Championship. Single Race é uma corrida para um jogador contra veículos controlados por computador em qualquer estágio que tenha sido desbloqueado no modo Campeonato. O campeonato é considerado o jogo principal, em que os jogadores recebem três circuitos, começando com Novato, Avançado e Profissional, com um quarto circuito secreto, o Circuito Bônus, que é desbloqueado após a conclusão de todos os circuitos anteriores.
Ao completar cada circuito, novos veículos e pistas serão desbloqueados. Dois veículos especiais são desbloqueados ao completar os circuitos Professional e Bonus, o Alien Beetle e o Police Beetle, respectivamente. A buzina do Alien Beetle consiste nas palavras "Nós viemos em paz", ditas em uma voz estranha. O Police Beetle usa uma sirene, na qual todos os outros pilotos de computador param e encostam ao ouvi-lo.
Quatro tipos diferentes de caixas estão espalhados ao longo de cada pista no modo Campeonato. Três deles são Point Crates, que geralmente são encontrados fora do caminho em atalhos. Os pontos são usados para ganhar Continues durante cada corrida, com entre 50 e 70 necessários para obter o Continue (dependendo da dificuldade). Encontrar todas as caixas de pontos, que somam 100 no total, dá aos jogadores uma nova Arena no modo Beetle Battle.
Ao quebrar as caixas de Nitro, o jogador recebe um aumento temporário de velocidade. Essas caixas são geralmente encontradas em caminhos escondidos e ao lado das estradas principais.
A quarta caixa é uma caixa de trapaça, escondida em cada estágio. Quebrando um, o jogador ouve um "Groovy!". Destruir uma caixa de truques pela primeira vez desbloqueia o menu de truques, que oferece códigos de truques tanto na corrida de dois jogadores quanto na batalha de besouro. O menu Cheat possui um easter egg no qual todos os desenvolvedores do jogo têm seus rostos espalhados no fundo do menu.

## Modos de Corrida
Single player: tem dois tipos de modos, Single Race e Championship. No Modo Single Race é uma corrida com um único jogador contra o computador em qualquer etapa, que foi desbloqueado no modo Championship.
Championship: é considerado modo principal do jogo , onde os jogadores recebem três circuitos começando com Iniciante, Avançado e Profissional, com um quarto circuito secreto, o Bonus Circuit, que é desbloqueado após completar todos os circuitos anteriores.

## Recepção
GameSpot avaliaram o jogo 8.5, afirmando que é "uma grande parte da diversão".

## Proposta sequência
Um Novo jogo de Corrida do mesmo nome Beetle Adventure Racing 2 estava em desenvolvimento, mas nunca foi lançado.